# NGC 2524
NGC 2524 (również PGC 22838 lub UGC 4234) – galaktyka soczewkowata (S0-a), znajdująca się w gwiazdozbiorze Rysia. Odkrył ją Édouard Jean-Marie Stephan 22 stycznia 1877 roku.